# Keckiella corymbosa
Keckiella corymbosa är en grobladsväxtart som först beskrevs av George Bentham, och fick sitt nu gällande namn av Richard Myron Straw. Keckiella corymbosa ingår i släktet Keckiella och familjen grobladsväxter. Inga underarter finns listade i Catalogue of Life.